# Spišské Vlachy
Spišské Vlachy (Hongaars:Szepesolaszi) is een Slowaakse gemeente in de regio Košice, en maakt deel uit van het district Spišská Nová Ves.
Spišské Vlachy telt 3550 inwoners.